# Castillo

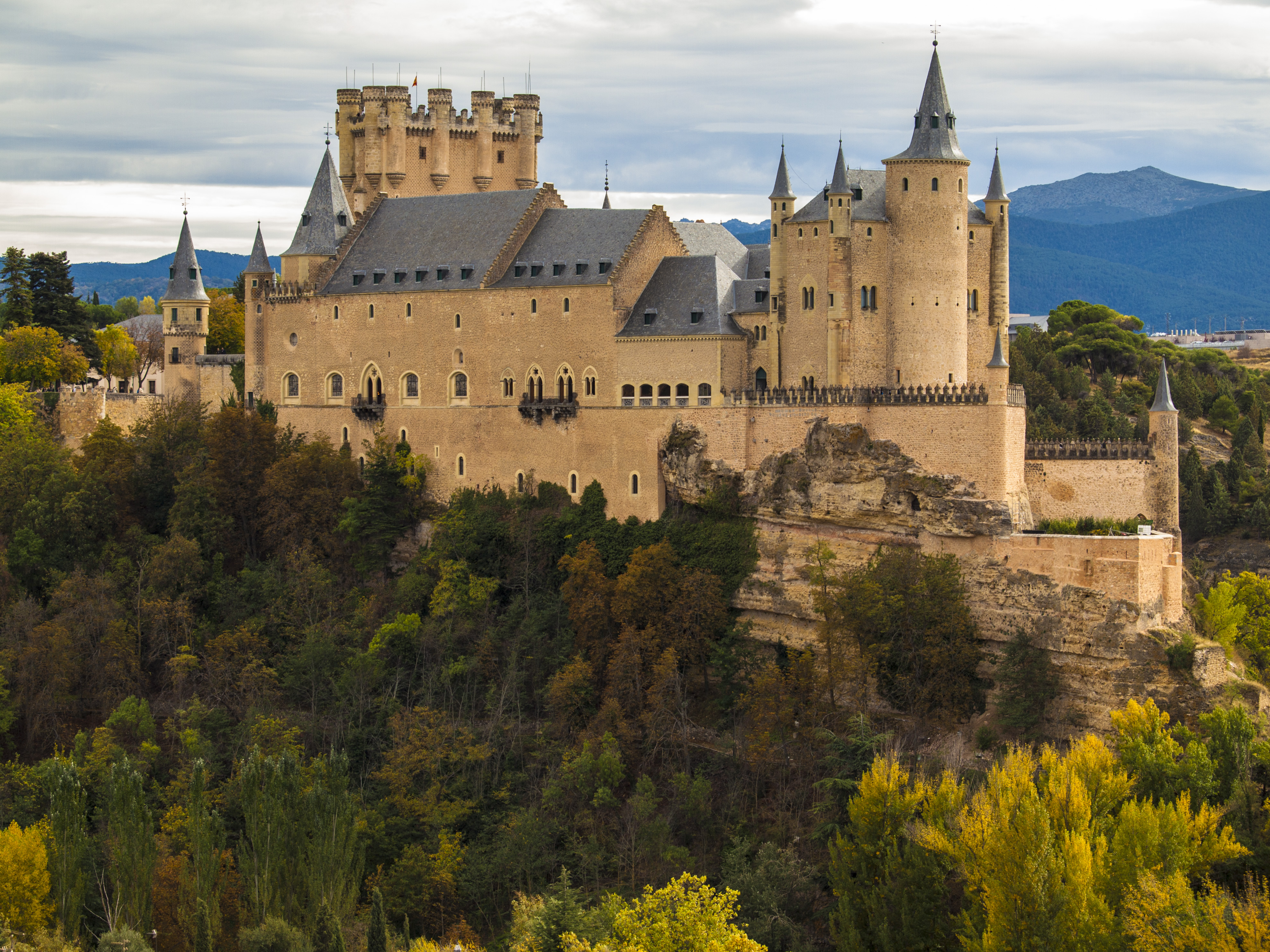
El Alcázar de Segovia, que data de principios del, es uno de los castillos medievales más característicos de toda Europa. La dinastía de los Trastámara hizo del Alcázar su residencia principal y Felipe II le dio el aspecto actual.

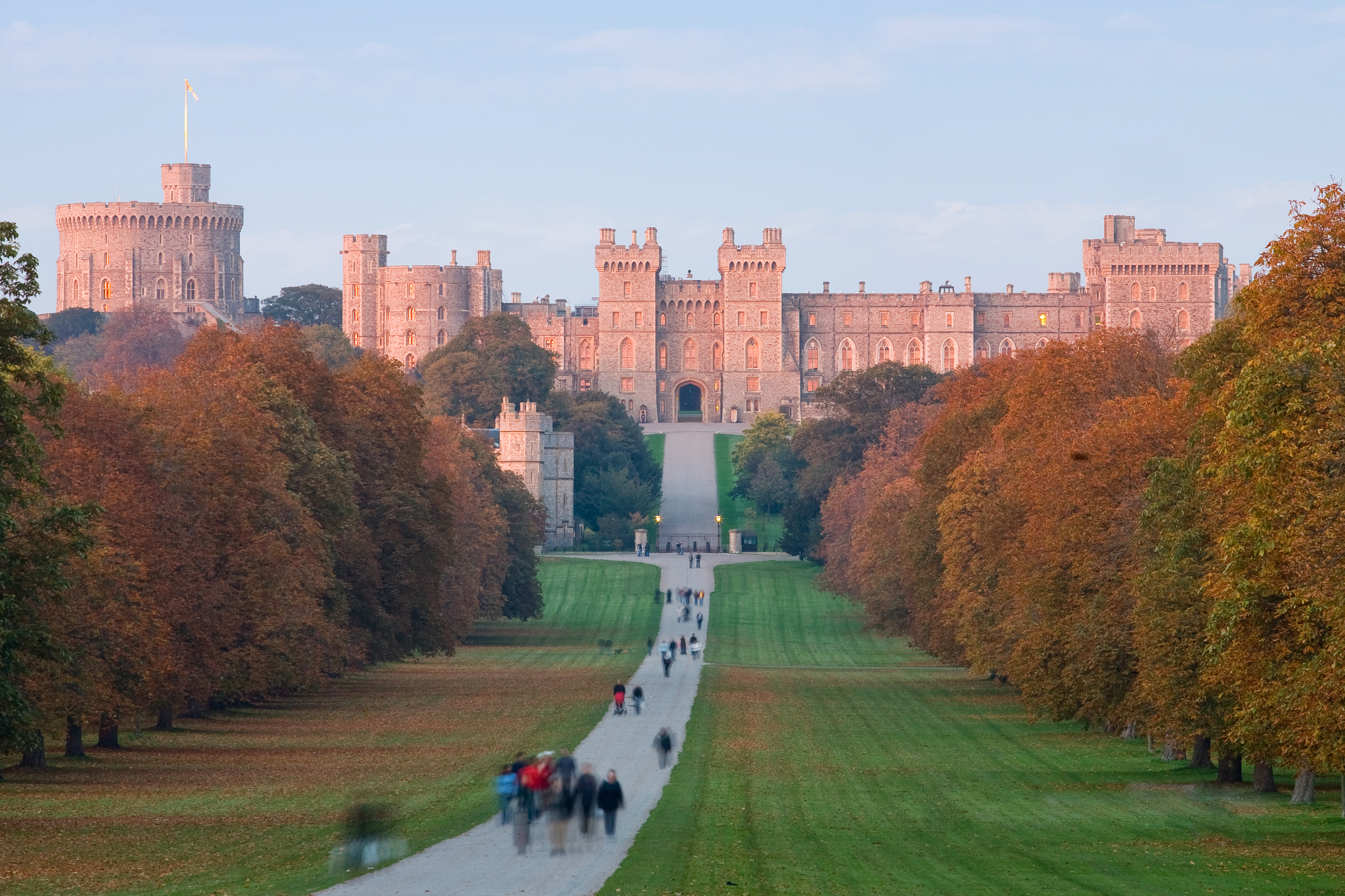
El castillo de Windsor es una residencia oficial del monarca del Reino Unido, que tiene más de 900 años de antigüedad.

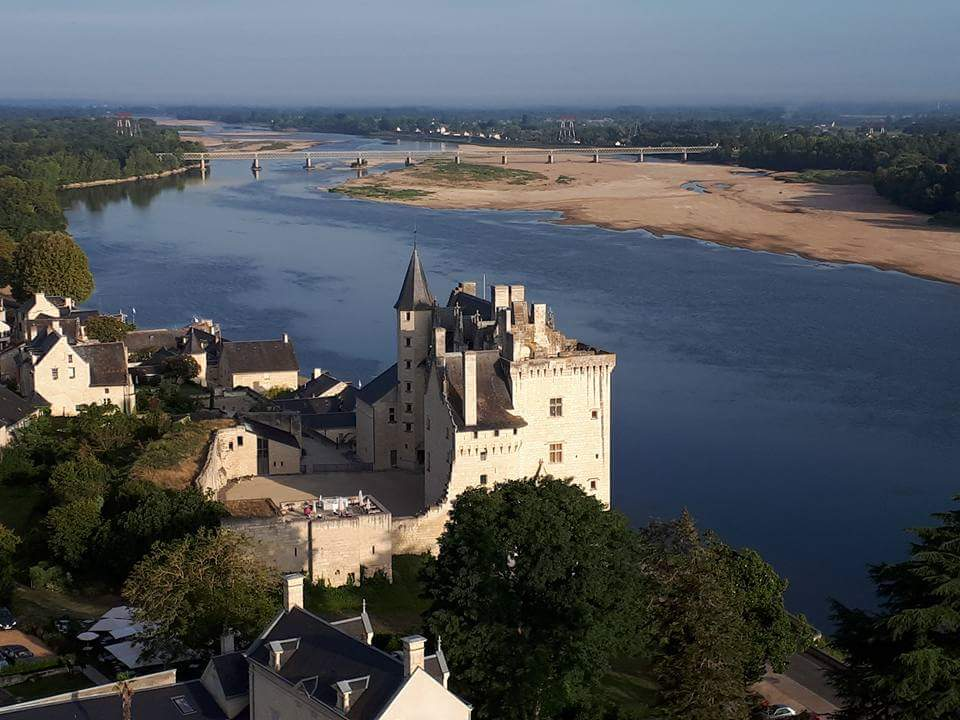
El Castillo de Montsoreau, que data del, es el único castillo del Loira construido en la cama del Loira. Fue construido por el embajador del rey de Francia en Venecia.

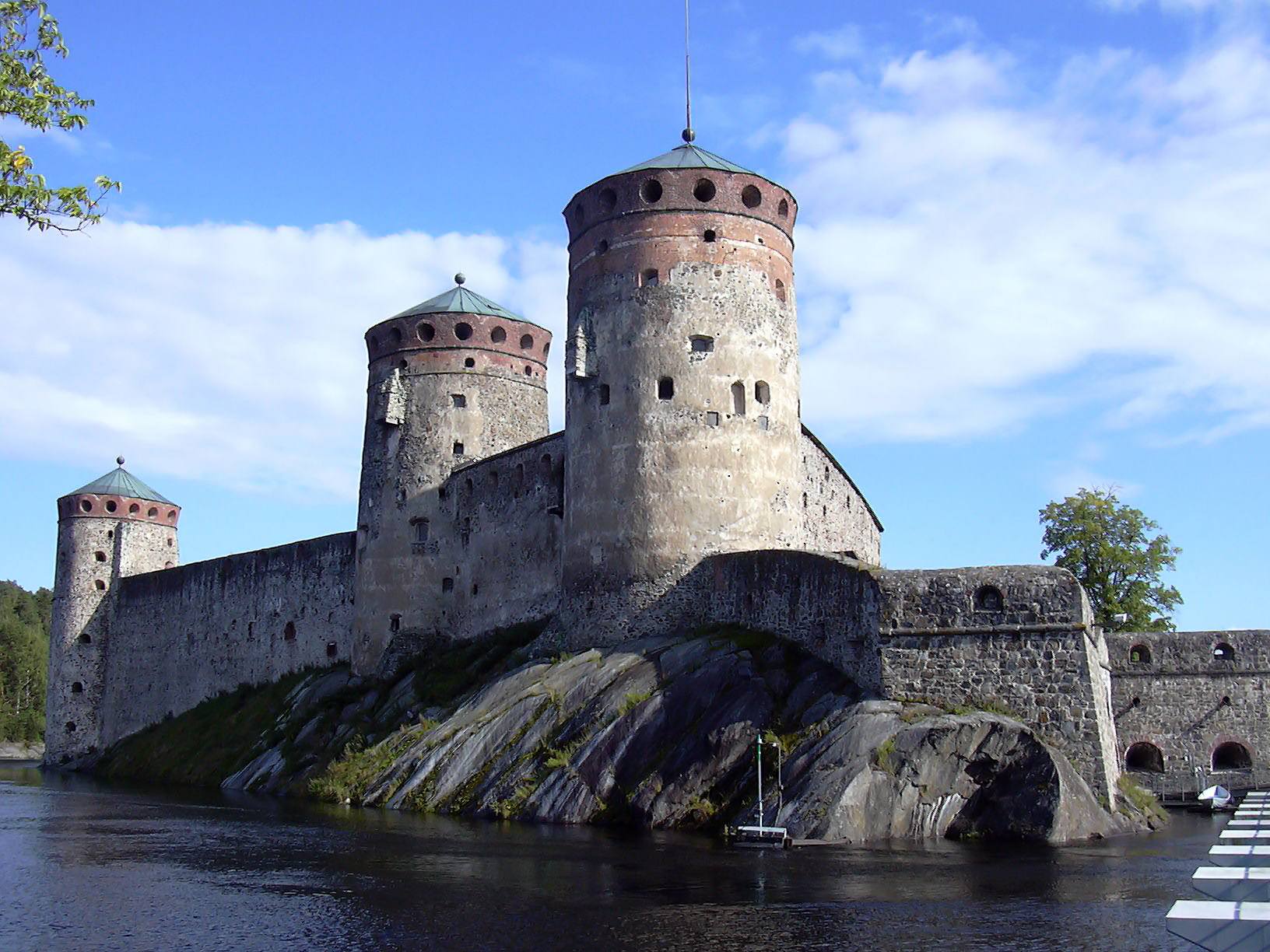
El Castillo de San Olaf en Savonlinna, Finlandia.

Castillo (del latín castellum, diminutivo de castrum) es, según la definición del Diccionario de la RAE, un «lugar fuerte, cercado de murallas, baluartes, fosos y otras fortificaciones». Existe todo un conjunto de edificaciones militares que guardan analogías con el castillo, como el alcázar, la torre, el torreón, la atalaya, el fuerte, el palacio fortificado, la ciudadela, el maestril, el burgo, el fortín, el castro o la alcazaba, lo que el castillo encierra es un patio de armas, en torno del cual se sitúan una serie de dependencias y que dispone por lo menos de una torre habitable.

## Evolución
Los castillos europeos típicamente eran construidos por la realeza, la nobleza de alto rango o las órdenes militares. En los siglos IX y X, los castillos que se construían en la Europa cristiana eran generalmente estructuras de madera erigidas sobre montículos artificiales que, tras la conquista normanda, se denominaban motas.

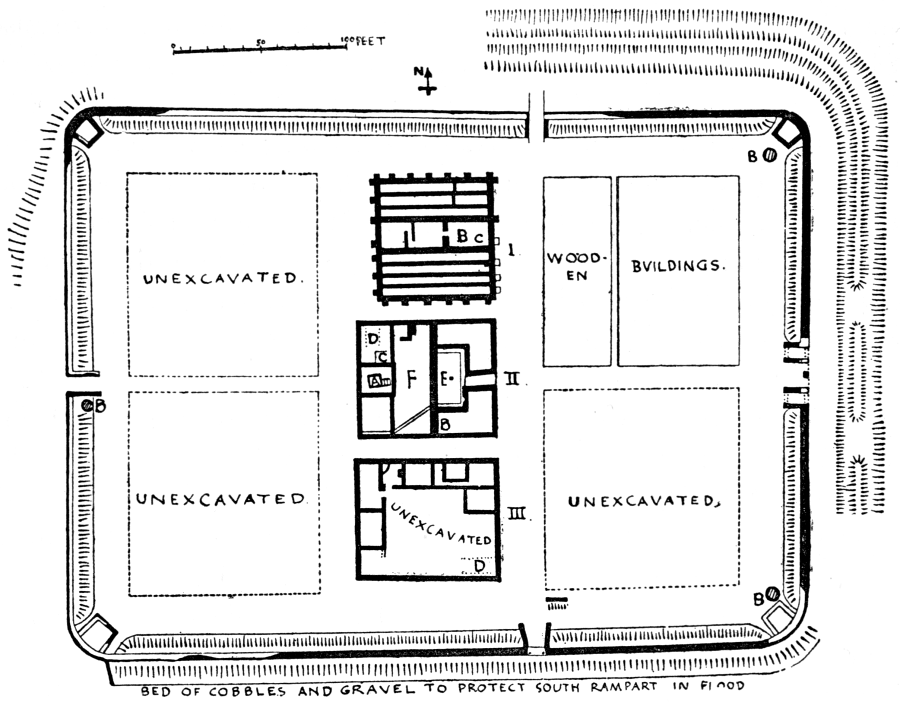
Fuerte romano en Ambleside, Cumbria.

### Antecedentes
Desde el Neolítico (entre 8500 a. C. y 2500 a. C.), la población construyó castros y fortificaciones en colinas para defenderse. Muchas de ellas, construidas de barro (tapial) han llegado hasta nuestros días, junto con la evidencia del uso de empalizadas y fosos. Posteriormente se fueron construyendo en piedra o en ladrillos de barro o adobe según la disponibilidad de materiales o las necesidades defensivas. Los romanos encontraron enemigos que se defendían en colinas fortificadas que llamaron oppidum. Aunque primitivas, eran efectivas y requerían del uso de armas y otras técnicas de asedio para superar las defensas, como por ejemplo en la batalla de Alesia.
Las propias fortificaciones romanas, los castrum, iban de simples obras provisionales levantadas sobre el terreno por los ejércitos en campaña, hasta construcciones permanentes en piedra, como el Muro de Adriano en Inglaterra o los Limes en Alemania. Los fuertes romanos se construían con planta rectangular y torreones con esquinas redondeadas. El arquitecto romano Marco Vitrubio fue el primero en señalar la triple ventaja de las torres redondas: más eficiente uso de la piedra, una mejor defensa contra los arietes (al trabajar la muralla a compresión) y mejor campo de tiro. Hasta el siglo XIII estas ventajas no se redescubrieron en la Europa del norte, llevadas desde la España musulmana, que mantuvo la tradición desde mucho antes.

### Primeros castillos

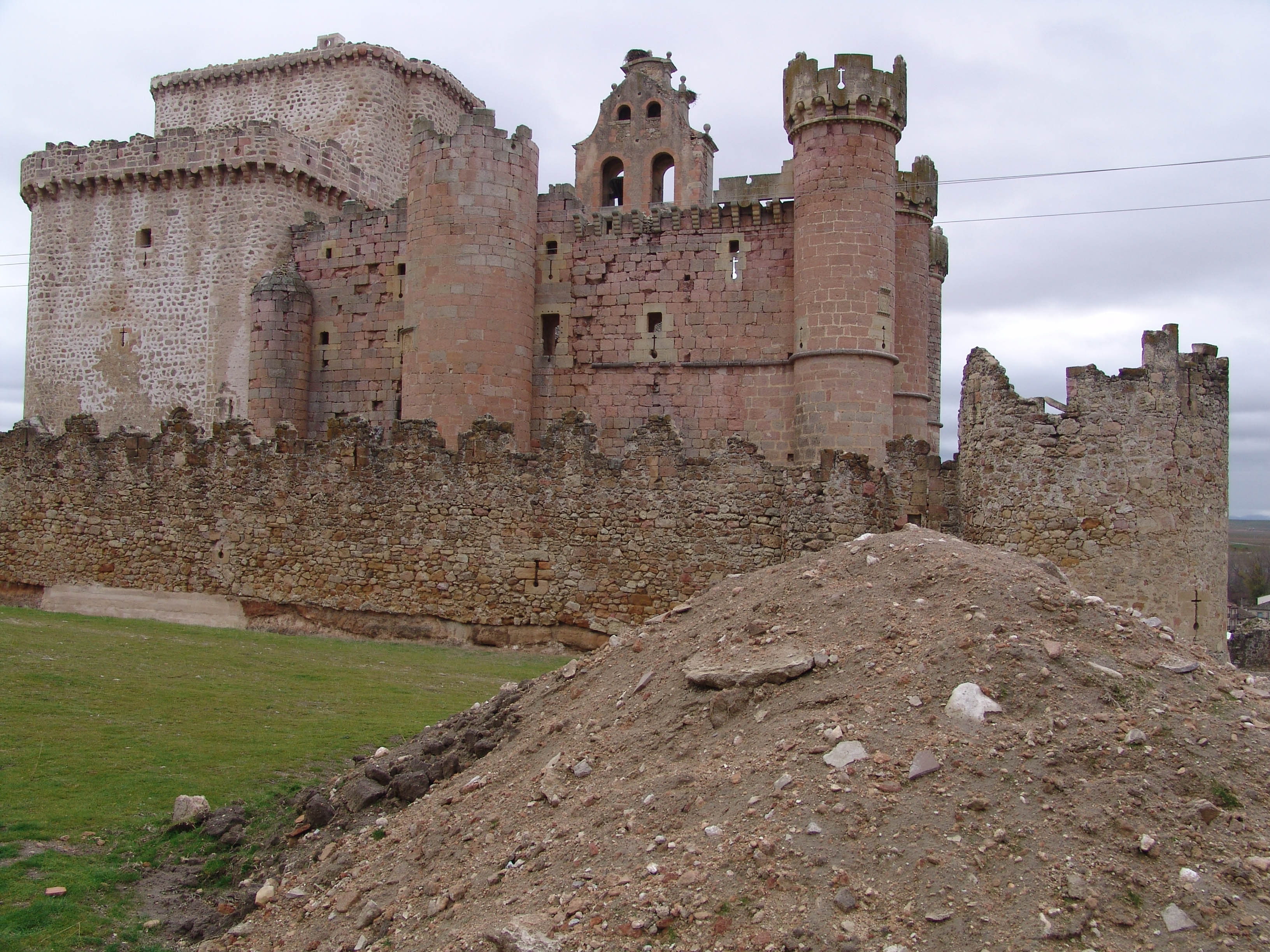
Castillo de Turégano, provincia de Segovia, España.

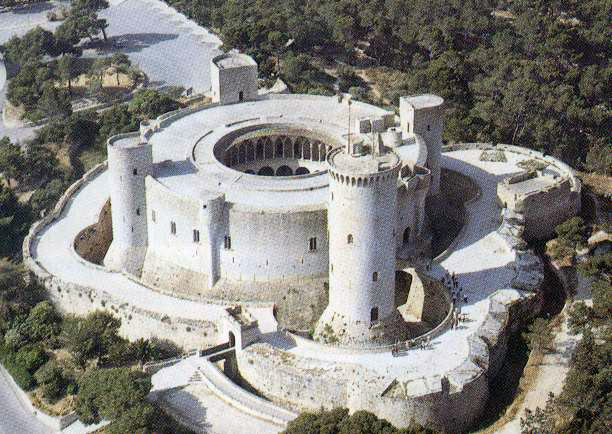
Castillo de Bellver en Palma de Mallorca, España.

Si bien los primeros castillos datan del siglo IX -simples torres de madera-, su origen es más antiguo y tienen precedentes en la arquitectura militar de la Grecia clásica. En la Alta Edad Media, se utilizaba como cerco defensivo una mera empalizada de madera, pero la evolución del armamento y de las técnicas militares hicieron inservible este procedimiento; más adelante, se confió en la solidez de las construcciones en piedra y en la altura de los muros que con este material podía alcanzarse.
Aunque los castillos feudales proliferaron durante la Edad Media, el castillo no solo cumplía funciones puramente castrenses, sino que servía también de residencia a los señores de la nobleza y a los propios reyes, llegando con el tiempo a ser un auténtico palacio fortificado. Si bien podía estar enclavado en los núcleos urbanos, lo común es que se situase en lugares estratégicos, normalmente en puntos elevados y próximos a un curso de agua para su abastecimiento, desde donde pudiera organizarse la propia defensa y la de las villas que de él dependían.
A partir del siglo XVI, con el ocaso del feudalismo y la consolidación de las monarquías absolutistas, la nobleza propietaria de los castillos los fue abandonando a cambio de mansiones palaciegas en la corte. Por este motivo, y porque quedaron obsoletos en su función militar, los castillos perdieron todo interés y decayeron hasta quedarse en estado de ruinas en su mayoría.

## Los elementos del castillo

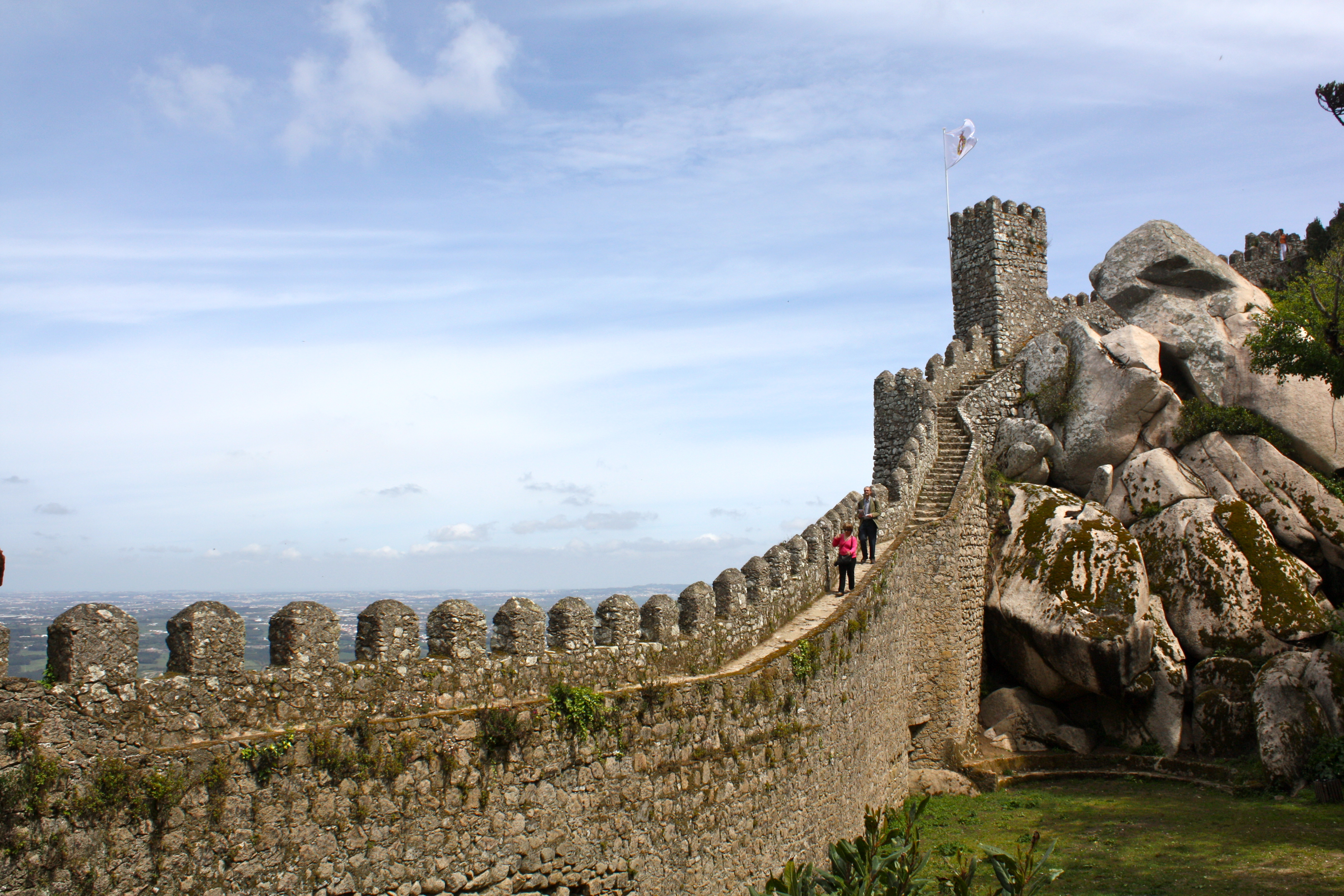
Muralla del Castelo dos Mouros, en Sintra, Portugal.

En la arquitectura castelar pueden señalarse los siguientes componentes como esenciales y característicos:

### La mota castral
Una mota era un montículo de tierra con una cima plana. A menudo era artificial, aunque a veces se incorporaba a una característica preexistente del paisaje. La excavación de la tierra para hacer el montículo dejaba una zanja alrededor de la mota, llamado «foso» (por la que deriva la palabra "mota" del "motte" en francés antiguo y "moat" como foso), indicando cómo se asociaron entre sí dichas características interdependientes en la construcción original. Aunque la mota se asocia comúnmente con el patio (o "bailey") para formar lo que se denominó «castillo de Mota y Bailey», pero no fue siempre así y existen casos en los cuales existía una mota por sí misma.
"Mota" refiere a la loma sola, pero a menudo era coronada por una estructura fortificada, como un homenaje, y la parte superior plana estaría rodeada por una empalizada, Era común que la mota fuera alcanzada por un puente levadizo (un puente sobre la acequia de la contraescarpa del foso hasta el borde de la parte superior del montículo), como se muestra en la descripción que hace el tapiz de Bayeux del castillo de Dinan. A veces, una mota cubría un viejo castillo o un «hall», cuyas habitaciones se convirtieron en áreas de almacenamiento subterráneo y en prisiones bajo una nueva fortaleza.

### Cerca
Todo el recinto va cercado de una alta y gruesa muralla, generalmente transitable por el camino de ronda, un camino que la recorre en su parte superior. De trecho en trecho, se intercalan en la muralla cubos o torreones que permiten diversificar los ángulos de tiro y defender mejor las cortinas. Todos los lienzos suelen estar rematados por almenas para la protección de los defensores. También es habitual disponer de matacanes y garitas voladas para mejorar las condiciones de tiro sobre los asaltantes. Al pie de la muralla y rodeándola por el exterior se abre a veces un foso para impedir la aproximación del enemigo; se salva con puentes levadizos. Puede haber más de un anillo defensivo amurallado.

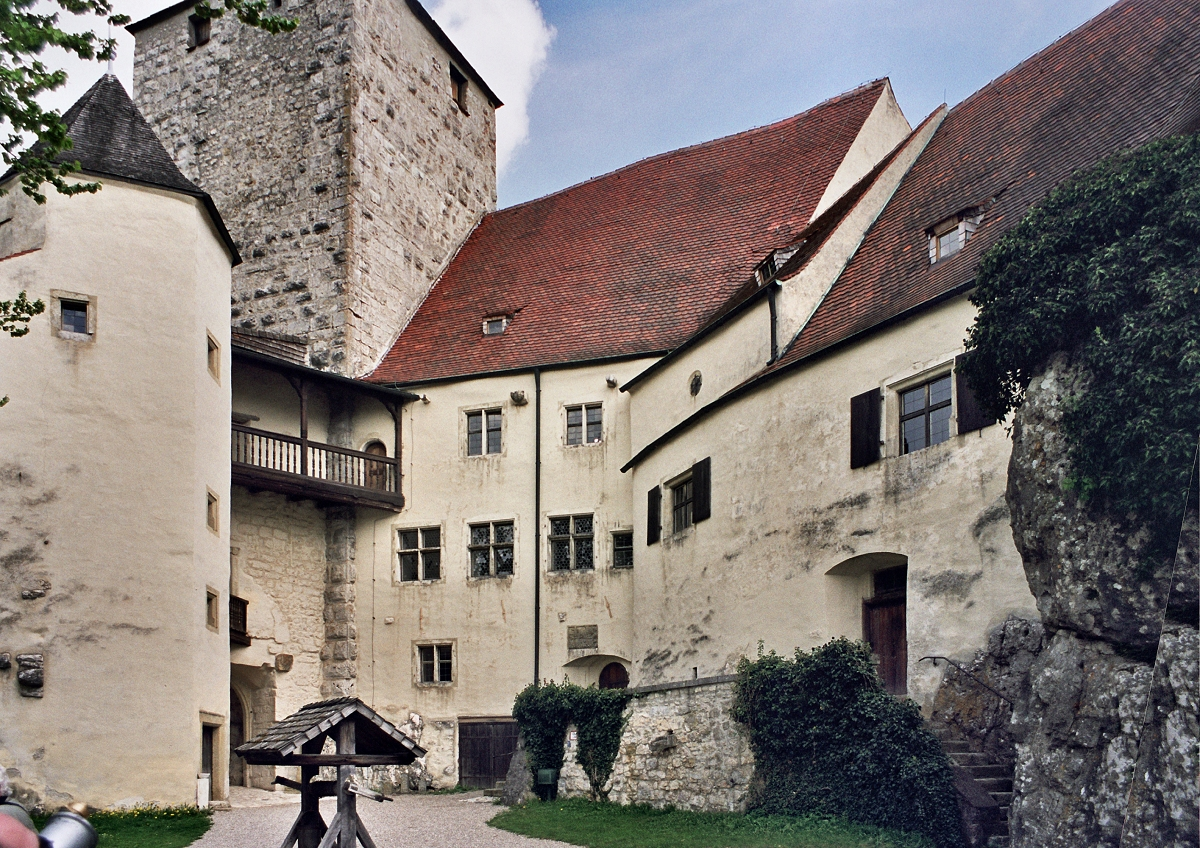
Patio y torre del homenaje del castillo de Prunn, Baviera.

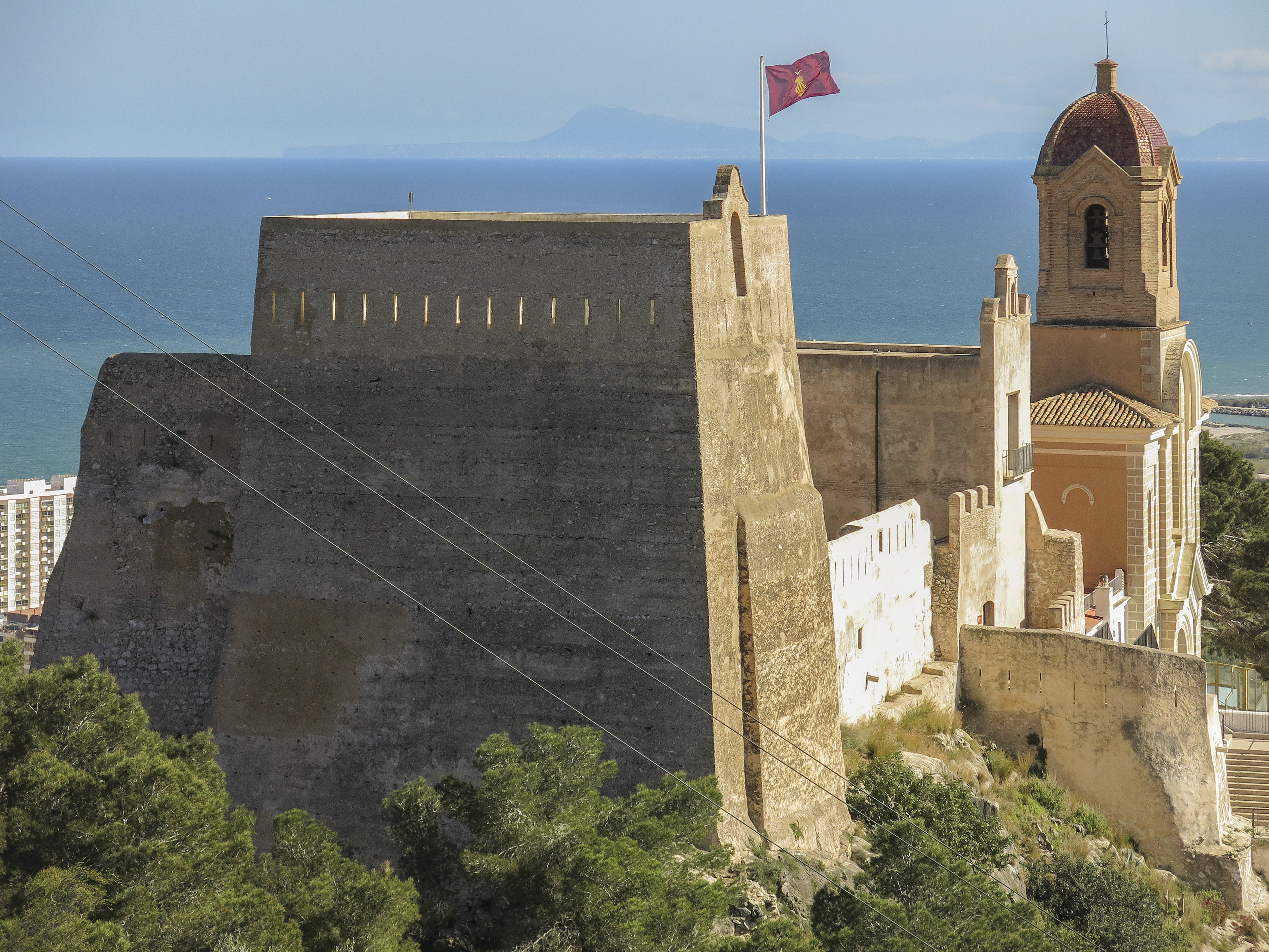
Torre Mayor del Castillo de Cullera

### Torre del homenaje
Es la torre principal, la que sirve de residencia del señor y cumple con las funciones más destacadas del castillo, albergando las estancias principales y, en ocasiones, los almacenes de víveres. Se encuentra en la posición más abrigada en relación con un posible ataque exterior, de forma que si sucumbiese el resto de las defensas, esta torre proporcionase un último refugio.
Generalmente es más alta que el resto del conjunto, sus dimensiones pueden ser de hasta 40 metros. La torre del homenaje más alta en España es la del Castillo de los Sotomayor Zúñiga en Belalcázar (Córdoba).

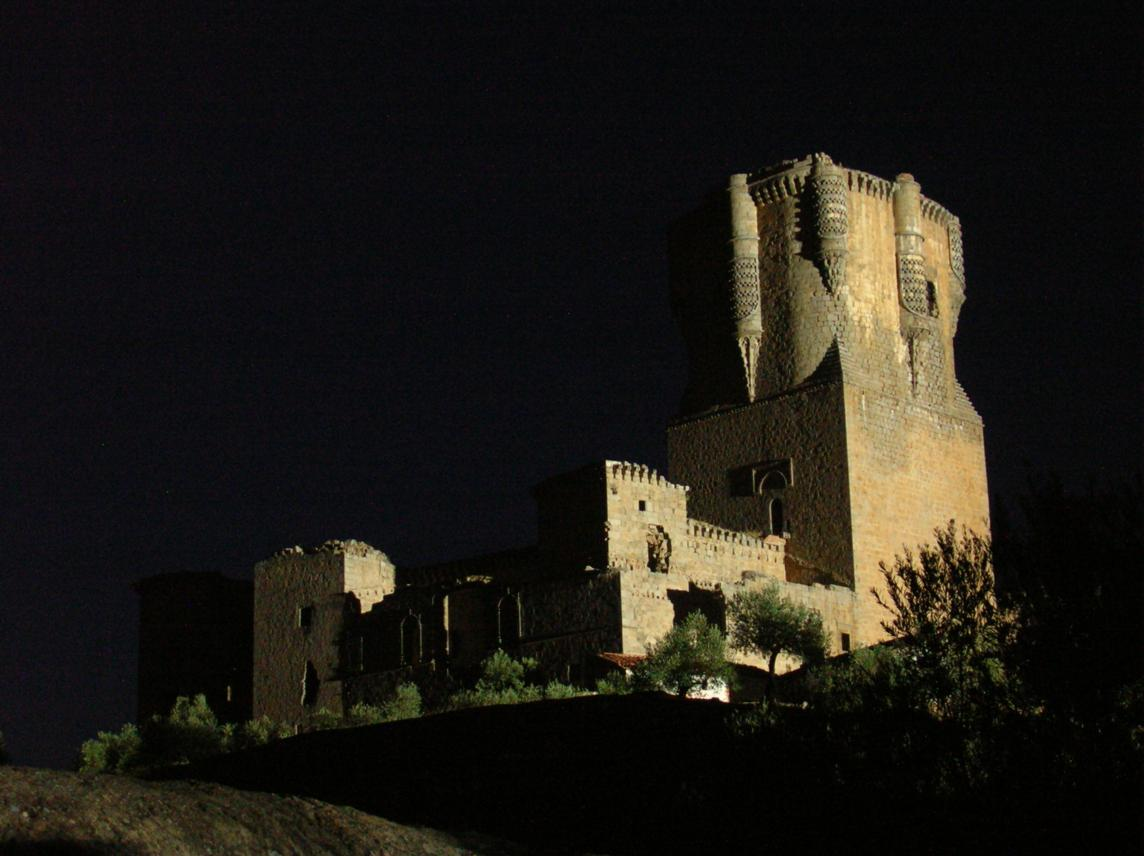
Castillo de los Sotomayor Zúñiga y Madroñiz en Belalcázar.

### Patio de armas
También llamado plaza de armas, constituye un espacio central que en algunos casos recuerda los claustros monásticos. En torno al patio se distribuyen determinadas estancias, como la capilla (cuando la hay), la sala de recepciones, las naves para acuartelamiento de la tropa, la armería, etc. La entrada al castillo se produce a través del patio de armas; desde él se accede al resto de las dependencias como pasillos de acceso a las mazmorras o incluso a pasadizos secretos de huida, que suelen estar reservados al señor. Se utiliza para la instrucción militar de la guarnición. En Hispanoamérica es utilizado el término como sinónimo de plaza mayor.

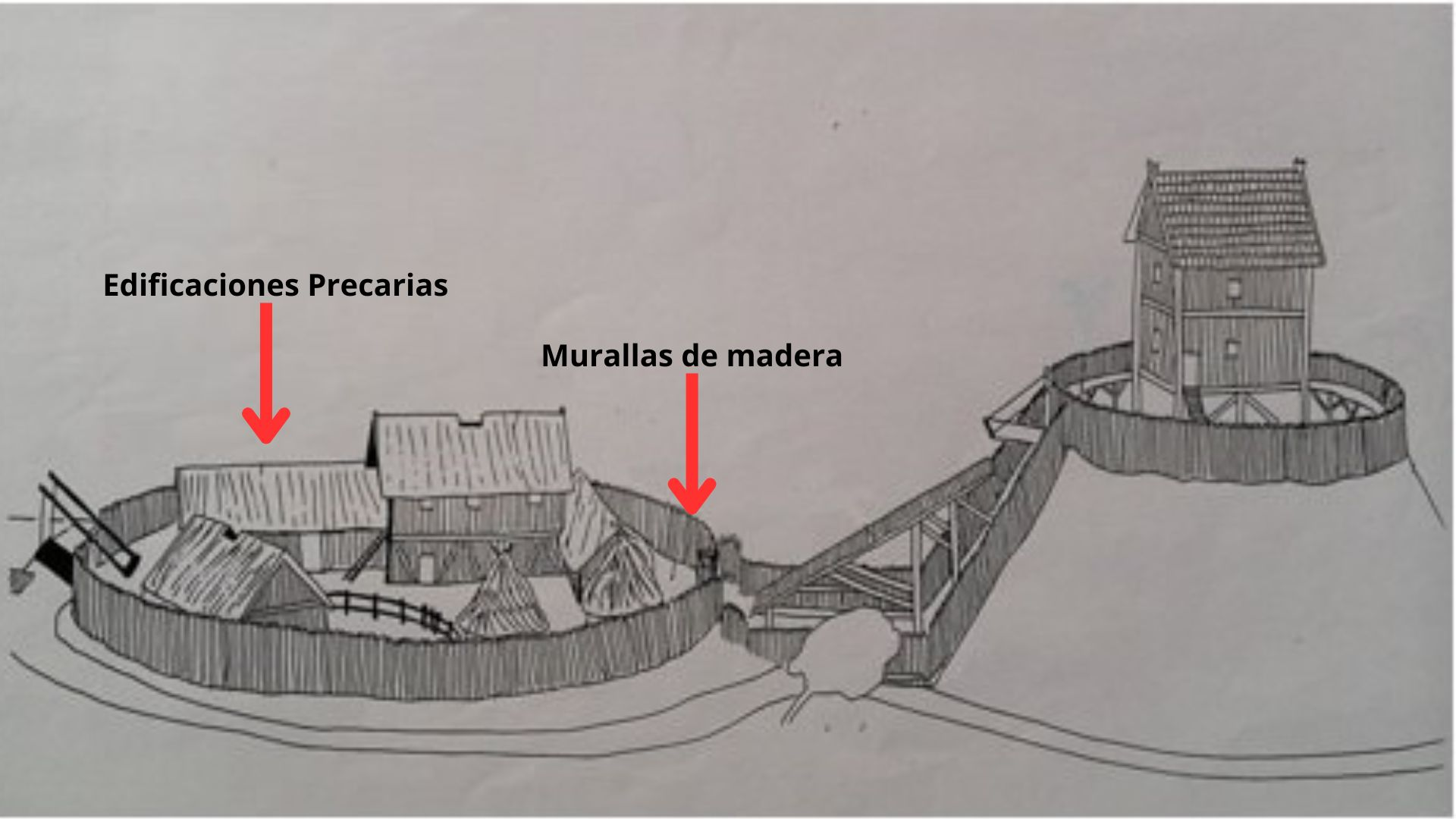

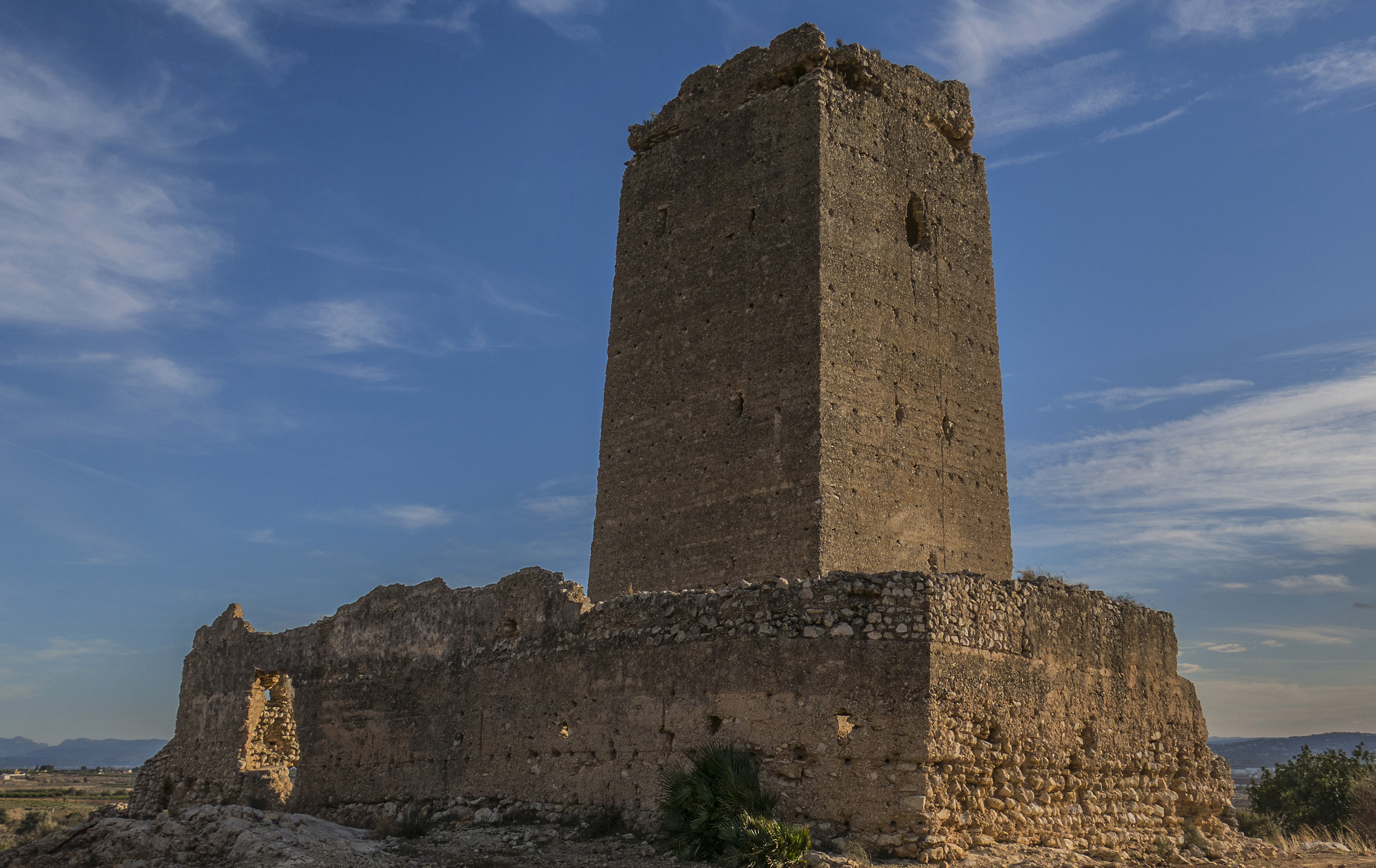
Castillo de Aledua con los restos de la muralla

### Primeras Murallas
Qué función tienen estas primeras murallas para estas sociedades prehistóricas. La función principal era la de contener a la comunidad y a sus recursos preservados dentro de unos límites sólidos, con zonas de acceso y salida para la población, obviamnete también esta tenía un fuerte papel en la defensa de la ciudad buscando impedir el ingreso de personas y animales los cuales no eran bienvenidos, por lo que las llevó a ser de una gran solidez y resitencia, luego fue ganado monumentalidad para la protección de invasiones mayores. La construcción de estas requería de una gran movilización de la población, para acarrear materiales, alimentar mano de obra y su diseño de trazado y estructura.

### Muralla cortina
Los muros cortina eran las murallas que encerraban un patio. Tenían que ser lo suficientemente altas como para hacer escalar las paredes con escaleras difíciles de construir y lo suficiente para soportar el bombardeo de máquinas de asedio que, desde el siglo XV en adelante, incluyeron la artillería de pólvora gruesa. Una pared típica podría ser de 3 metros (10 pies) de espesor y 12 metros (39 pies) de altura, aunque los tamaños varían mucho entre los castillos. Para protegerlos de caer, los muros cortina se hacían veces con un faldón de piedra alrededor de sus bases. Las pasarelas a lo largo de la parte superior de los muros cortina permitieron a los defensores hacer una lluvia de misiles sobre los enemigos abajo, y las almenas les daban una mayor protección. Los muros cortinas estaban salpicados de torres para permitir abrir fuego a lo largo de la pared. Las aspilleras en las paredes no se volvieron comunes en Europa hasta el siglo XIII, por temor a que pudieran poner en peligro la fortaleza de la pared.

### Puerta fortificada o Casa del guarda
La entrada era a menudo la parte más débil del circuito de defensas. Para superar esto, la casa del guarda fue desarrollada, permitiendo a aquellos dentro del castillo para controlar el flujo de tráfico. En los castillos de tierra y madera, la puerta de entrada era por lo general el primer tramo que se reconstruía en piedra. La parte frontal de la puerta de entrada era un punto ciego y para superar esto, se añadieron torres que sobresalían a cada lado de la puerta en un estilo similar a la desarrollada por los romanos. La puerta de entrada contenía una serie de defensas para hacer un asalto directo más difícil que derribar una simple puerta. Por lo general, había uno o más rastrillos —una rejilla de madera reforzada con metal para bloquear el paso— y aspilleras para permitir a las defensas. El paso a través de la puerta de entrada se alargó para aumentar la cantidad de tiempo que un agresor tenía que pasar bajo el fuego en un espacio cerrado y no pudiera tomar represalias.
Es un mito popular que los llamados meurtrière, que eran las aberturas en el techo en el paso por la puerta, se utilizaran para verter aceite o plomo fundido hirviendo sobre los atacantes; ya que el precio del aceite y el plomo y la distancia de la puerta de entrada demostraban que la noción es poco práctica. Pero posiblemente eran utilizados para tirar objetos sobre los atacantes, o para permitir que el agua se vertiera durante los incendios. En el piso superior de la casa del guarda se dispuso un alojamiento para que la puerta nunca quedara sin defensas, aunque con el pasar del tiempo el alojamiento se volvió más confortable a expensas de la defensa.
Durante los siglos XIII y XIV, se desarrolló la barbacana. Esta consistía en una muralla, foso, y posiblemente una torre, en frente de la puerta de entrada, que podría ser utilizado para proteger aún más la entrada. El propósito de una barbacana no era solo para proporcionar otra línea de defensa, sino también para dictar la única aproximación a la puerta.

### Otros elementos

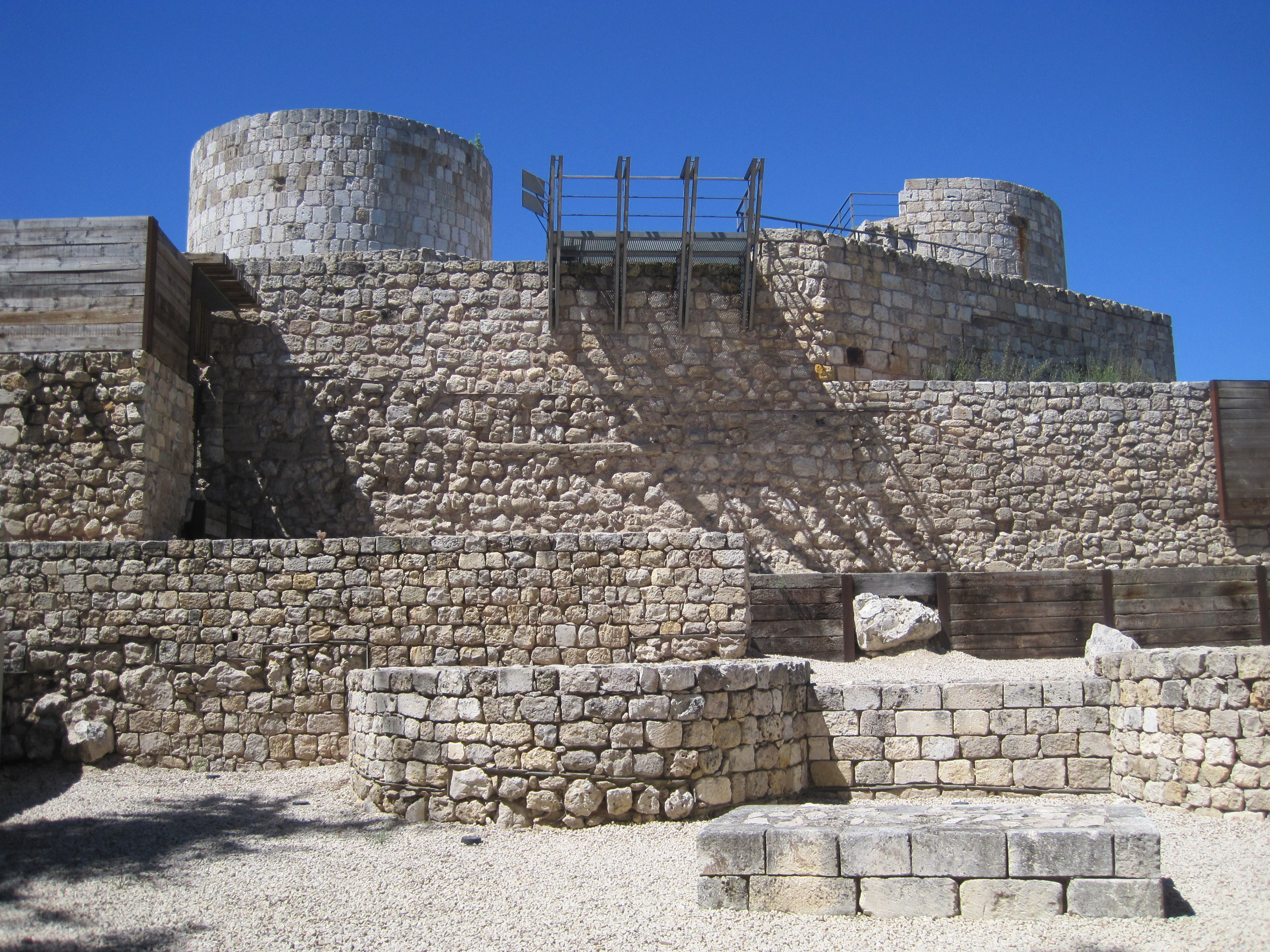
Ruinas del Castillo de Burgos, puerta sur.

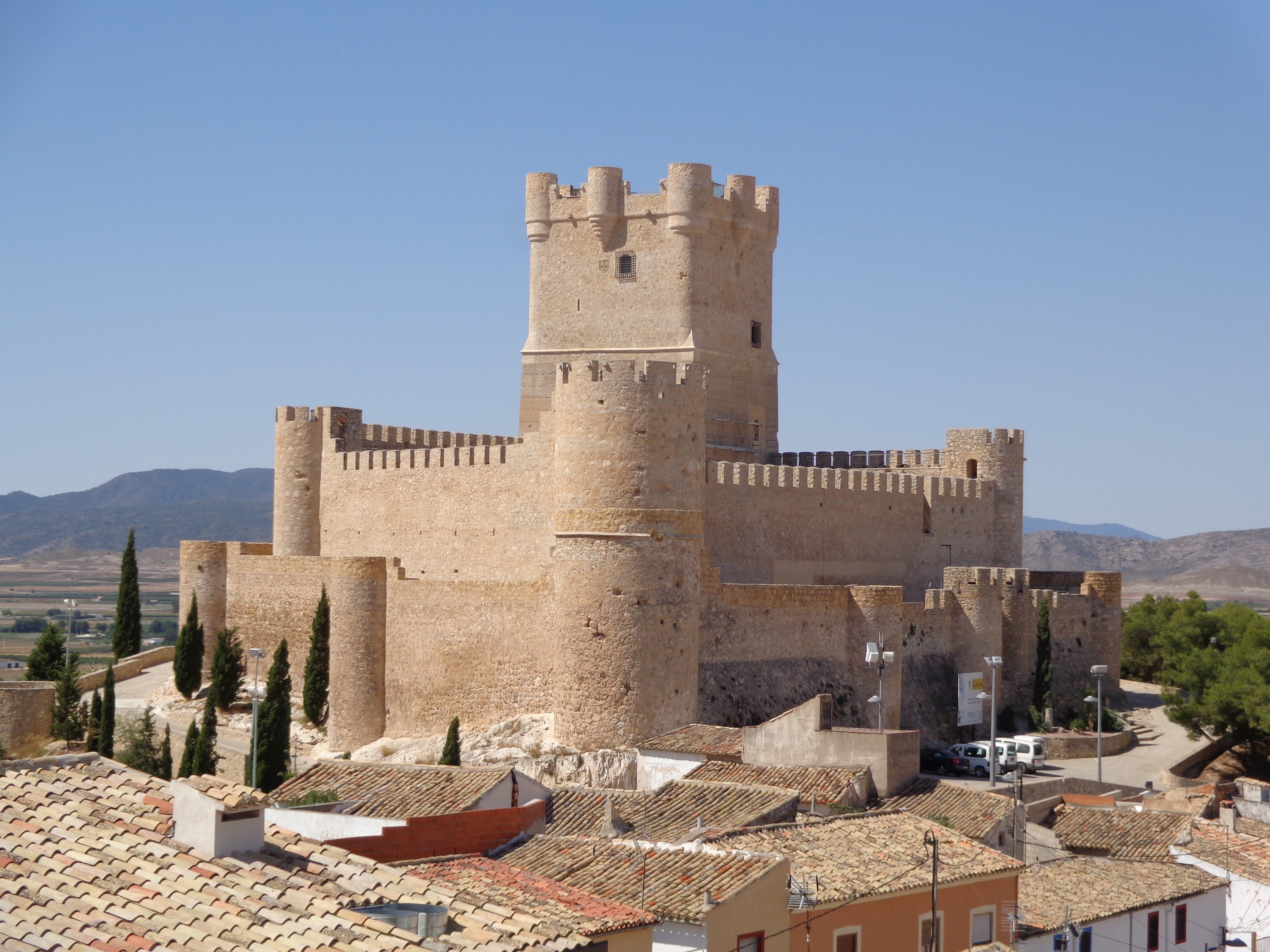
Castillo de la Atalaya (Villena, Alicante)

#### Barbacana
Así se llama a una fortificación de defensa adicional, en el lado más avanzado del foso. Protegía puertas, cabezas de puente o cualquier otro lugar que fuese punto débil. Se le llama también revellín.

#### Liza
El espacio más o menos ancho que uno encuentra nada más atravesar el puente levadizo, de derecha e izquierda, entre la muralla que rodea el castillo y el edificio. Está a ras del suelo, mientras que el adarve está en altura.

#### Cisterna o pozo
La cisterna o pozo es el depósito para almacenar el agua casi siempre obtenida con aportaciones de acarreo; a veces el sistema permitía almacenar también el agua de lluvia. Generalmente estaba construido bajo tierra.

#### Almena

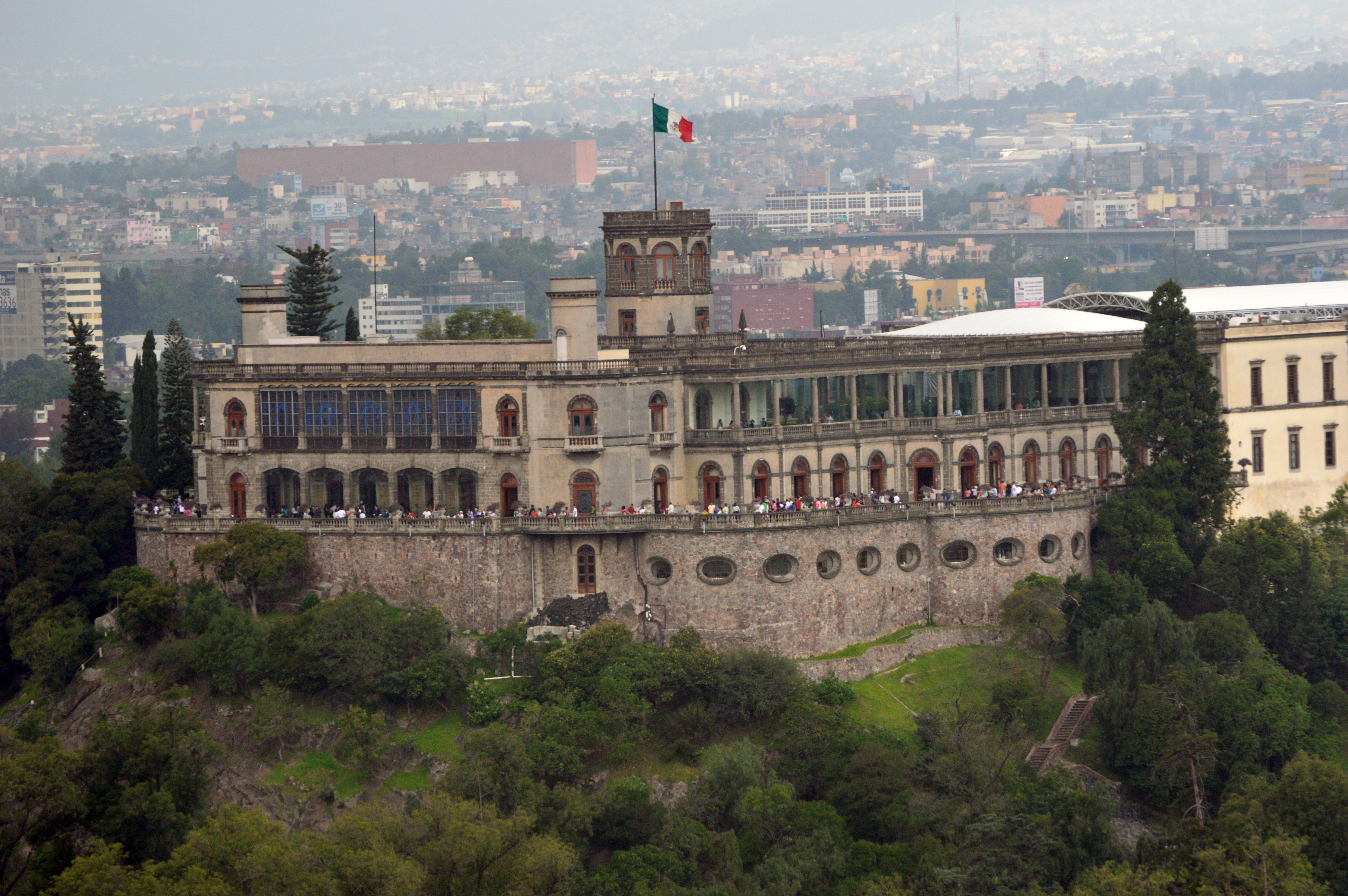
Castillo de Chapultepec, en la Ciudad de México.

La almena, también llamada merlón, es un elemento arquitectónico típico de la arquitectura militar medieval. Se trata de cada uno de los salientes verticales y rectangulares dispuestos a intervalos regulares que coronan los muros perimetrales del castillo, para resguardarse en ellas los defensores.

#### Ladroneras
Los soldados que luchan desde la parte más alta de los abruptos muros del castillo no pueden disparar o atacar de ningún otro modo a los enemigos situados en la base del muro, sin exponerse a las flechas. Los castillos se mejoraron con ladroneras, que eran cubículos que sobresalían de los muros altos, en cuyo suelo se hallaban los matacanes y en cuyo muro frontal había aspilleras.

#### Matacanes o buzón matafuegos
En la parte inferior de las ladroneras se situaban trampillas denominadas matacanes. Se podían abrir y los defensores podían lanzar flechas y tirar piedras, agua hirviendo o arena muy caliente.
Orificios en el techo, por los cuales podía derramarse agua hirviendo, arena caliente o rocas. Esos orificios también permitían a los soldados transmitir órdenes o apagar las llamas si se prendía fuego a la puerta.

## Centro social

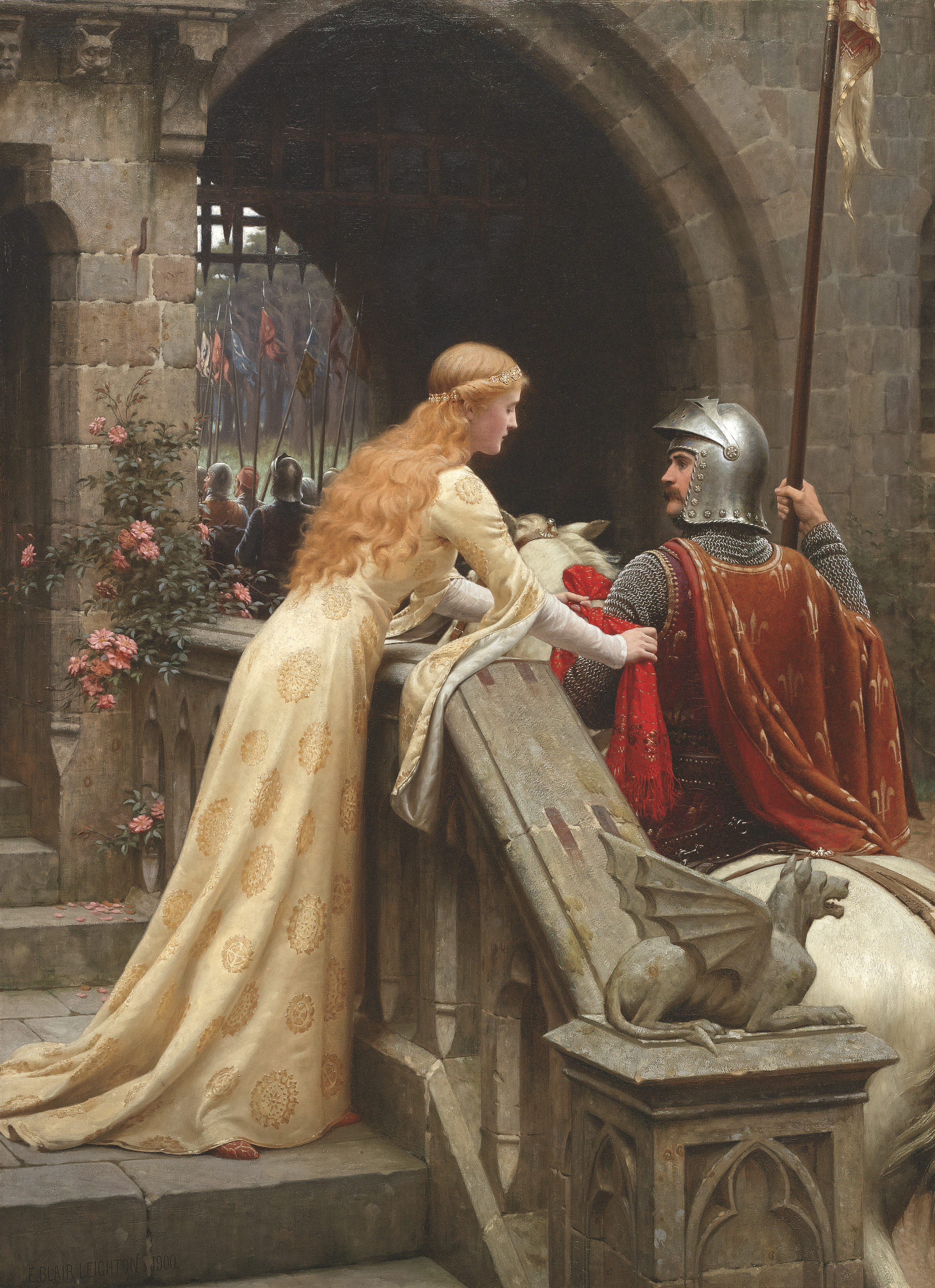
«God Speed!» de Edmund Blair Leighton, 1900: En el período victoriano una visión de una dama dando un favor a un caballero antes de la batalla.

La presencia del Señor en un castillo hacia que se convirtiera en un centro administrativo desde donde este gestionaba las tierras. El señor contaba con el apoyo de personas por debajo de él, ya que sin el apoyo de sus más poderosos inquilinos un señor podía esperar que su poder fuera socavado. Los señores exitosos se unían a la corte con quiénes se encontraban inmediatamente debajo en la escala social, y quiénes se ausentaban de la corte podían esperar que su poder se debilitara. Los grandes señoríos podían ser enormes, por lo que era poco práctico para un señor visitar todas las tierras regularmente, por lo que se nombraban diputados encargados de ello. Esto aplicaba especialmente a la realeza, que en otros tiempos incluían propiedades en tierras extranjeras también.
Para permitir que el señor se concentre en sus tareas relacionadas con la administración, tenía una casa de siervos para ocuparse de las tareas como el suministro de alimentos. El hogar era dirigido por su chambelán, mientras que un tesorero se hacía cargo de las escrituras de las tierras. Las casas reales tenían esencialmente la misma forma que las baronías, aunque con una escala mucho más grande y con posiciones de mayor prestigio. Una función importante de los sirvientes de la casa fue la preparación de los alimentos, las cocinas del castillo eran un lugar muy concurrido cuando se encontraba ocupado, llamando a procurar grandes comidas para todos. Sin la presencia del señor en el castillo, siendo que por lo general se alojaba en otro lugar, el castillo era un lugar relativamente tranquilo, con pocos residentes y centrado en el mantenimiento del edificio.
Como centros sociales los castillos eran lugares ideales para exhibirse. Los constructores aprovechaban la posibilidad de aprovechar el simbolismo, a través del uso de motivos, para evocar el sentido de caballerosidad que se aspiraba en la Edad Media entre la élite. Las estructuras posteriores al renacimiento romántico utilizarían elementos de arquitectura propios de los castillos como las almenas para ese propósito. Los castillos, además, son comparados con las catedrales siendo objetos de orgullo arquitectónico, y a algunos de ellos se les incorporó jardines como elementos ornamentales. El permiso para fortificar cuando era otorgado por monarcas -aunque no siempre era necesario- era importante no solo porque permitía defender la propiedad con pertrechos asociados a los castillos sino que también daban un prestigio al ser utilizados por la élite. El permiso de fortificación también era una prueba de la relación o favor del monarca, quién era encargado de otorgar dicho permiso.
El amor en la corte fue la erotización de amor entre la nobleza. Se hizo hincapié en la moderación entre los amantes. Aunque a veces se expresaba a través de eventos como torneos caballerescos, donde los caballeros lucharían lleva un símbolo de su dama, que también podría ser privado y llevado a cabo en secreto. La leyenda de Tristán e Isolda es un ejemplo de las historias de amor cortesano en la Edad Media. El ideal de la noción de amor cortesano era entre dos personas solteras entre sí, aunque el hombre podía estar casado con otra persona. No era infrecuente o poco noble para un señor que fuera adúltero —Enrique I de Inglaterra tenía más de 20 hijos bastardos, por ejemplo—. Pero para una dama el ser promiscua era visto como deshonroso.
El propósito del matrimonio entre las elites medievales era asegurar la tierra. Las niñas se casaban en la adolescencia, pero los niños no se casaban hasta la mayoría de edad. Hay una concepción popular de que las mujeres jugaban un papel periférico en el hogar del castillo medieval, y que estaba dominada por el señor. Esto se deriva de la imagen del castillo como una institución marcial, pero la mayoría de los castillos en Inglaterra, Francia, Irlanda y Escocia, nunca estuvieron involucrados en conflictos o asedios, por lo que la vida doméstica era un aspecto en sí descuidado. A la dama se le daba una dote con parte de las tierras de su marido - por lo general alrededor de un tercio -, que le pertenecerían de por vida y que heredaría a la muerte de su esposo. Era su deber de administrarlas directamente, como los señores administraban sus propias tierras. A pesar de generalmente estar excluidas del servicio militar, una mujer podría estar a cargo de un castillo, ya sea en nombre de su marido o si ella era viuda. Debido a su influencia dentro de la casa medieval, las mujeres influenciaban construcción y el diseño, a veces a través de patrocinio directo; el historiador Charles Coulson enfatiza el papel de la mujer en la aplicación de "un gusto aristocrático refinado" de castillos, debido a su residencia a largo plazo.

## Castillos de España

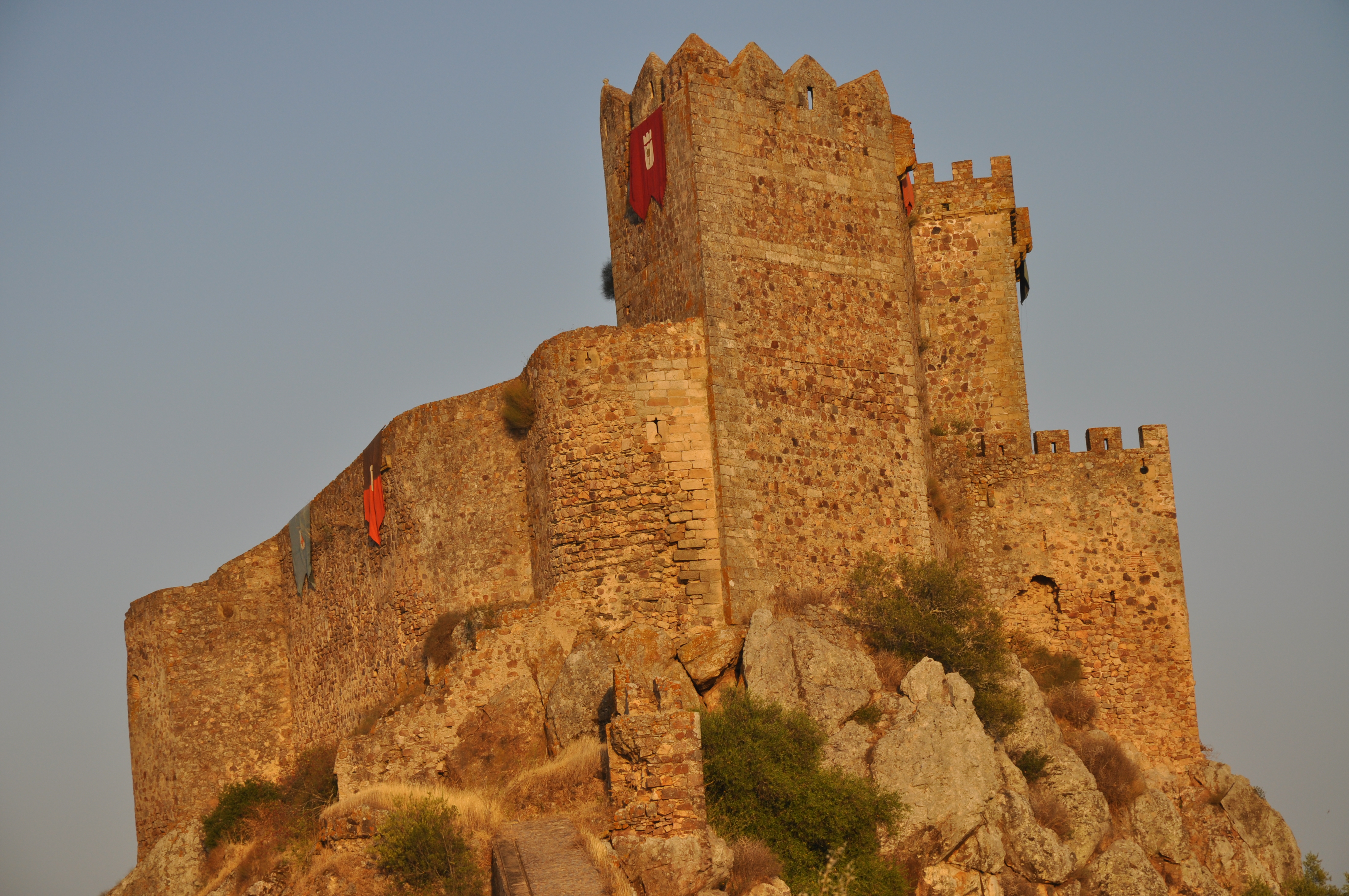
Castillo de Alburquerque, provincia de Badajoz.

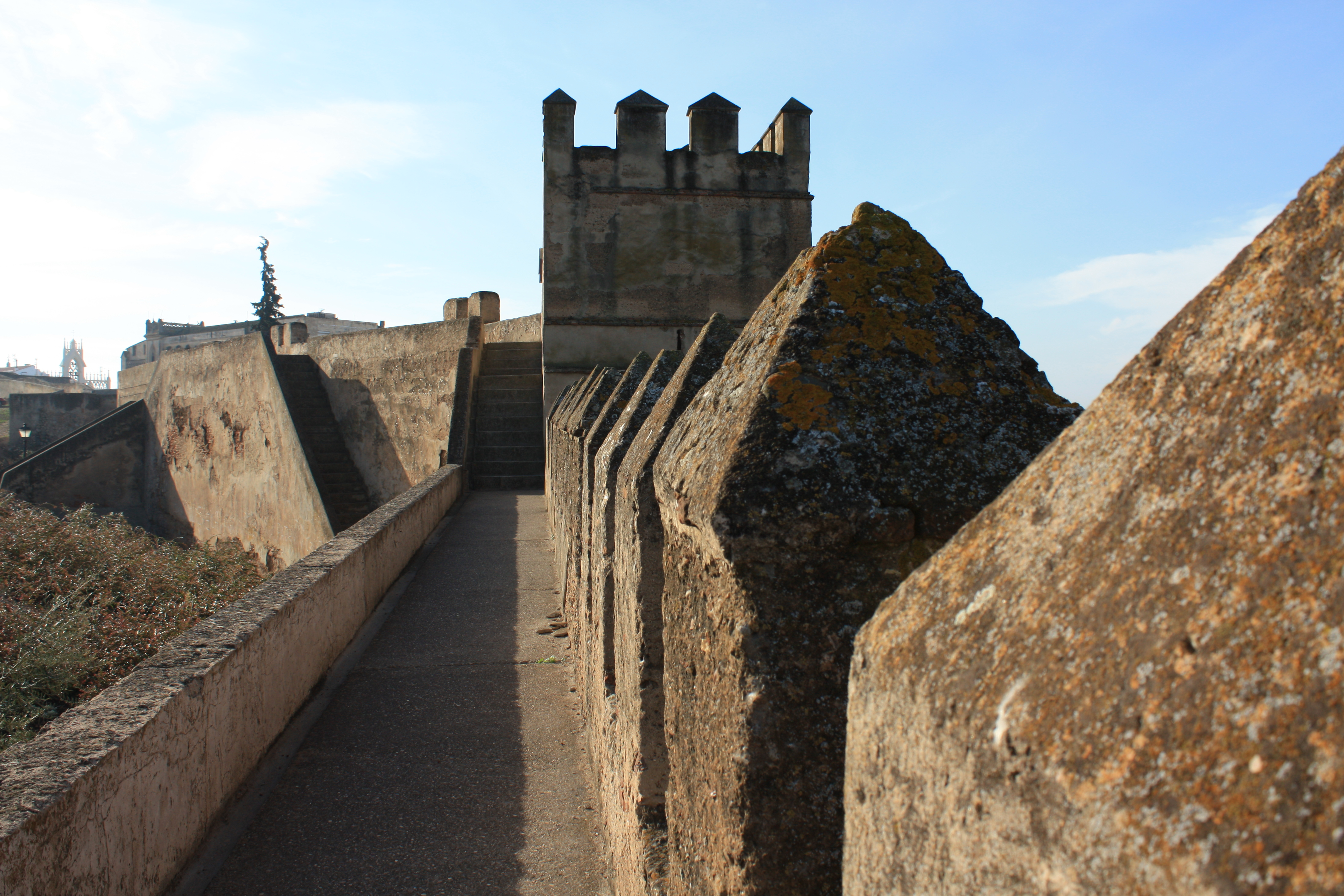
Camino de ronda de la Alcazaba-castillo de la ciudad de Badajoz.

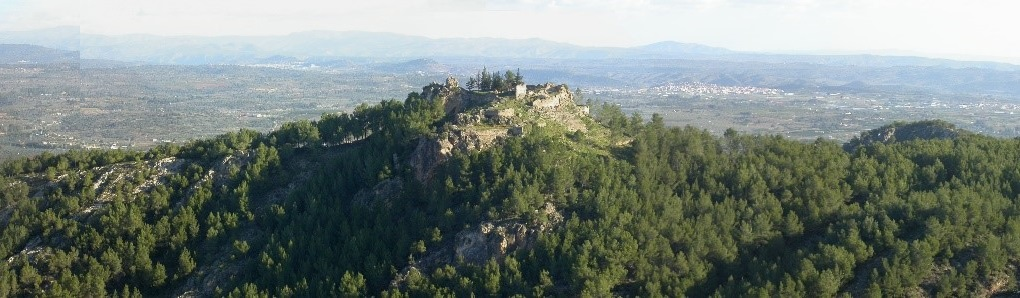
Panorámica Castillo de la Encomienda de Enguera de la Orden de Santiago. Enguera, Valencia.

Los ocho siglos que duró la Reconquista (711-1492) llevada a cabo por los reinos cristianos del norte para recuperar las tierras sometidas por los musulmanes mantuvieron la península ibérica en permanente estado de guerra. Si se añaden a ello las tensiones internas entre la nobleza y la monarquía, frecuentes durante la Baja Edad Media y el Renacimiento, que derivan a veces en auténtica Guerra Civil, se comprende fácilmente el papel que jugaron los castillos y el porqué de su abundancia en España. Sin embargo, estas luchas entre nobleza y monarca eran más comunes en países como Francia que en España, pues en la península la defensa contra los musulmanes hacía que los nobles tuvieran que recurrir más a su rey como símbolo de fortísimo.